# Expansió trinomial
En matemàtiques, una expansió trinomial és l'expansió d'una potència d'una suma de tres termes en monomis. L'expansió ve donada per
{\displaystyle (a+b+c)^{n}=\sum _{\stackrel {i,j,k}{i+j+k=n}}{n \choose i,j,k}\,a^{i}\,b^{\;\!j}\;\!c^{k},}
on n és un enter no negatiu i es suma la suma de totes les combinacions d'índexs no negatius i, j, i k tals que i + j + k = n. Els coeficients trinomials són donats per
{\displaystyle {n \choose i,j,k}={\frac {n!}{i!\,j!\,k!}}\,.}
Aquesta fórmula és un cas especial de la fórmula multinomial per a m = 3. Els coeficients es poden definir amb una generalització del triangle de Pascal a tres dimensions, anomenada piràmide de Pascal o tetraedre de Pascal.

## Propietats
El nombre de termes d'un trinomi expandit és el nombre triangular
{\displaystyle t_{n+1}={\frac {(n+2)(n+1)}{2}},}
on n és l'exponent al qual s'eleva el trinomi.

## Exemple
Un exemple d 'una expansió trinomial amb {\displaystyle n=2} és :
{\displaystyle (a+b+c)^{2}=a^{2}+b^{2}+c^{2}+2ab+2bc+2ca}